# Gerald Weiß (Politiker)

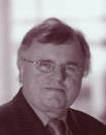
Gerald Weiß (2005)

Gerald Weiß (* 12. Juli 1945 in Rüsselsheim; † 21. Januar 2022 ebendort) war ein deutscher Politiker (CDU). Er war von 2005 bis 2009 Vorsitzender des Ausschusses für Arbeit und Soziales des Deutschen Bundestages.

## Leben und Beruf
Nach dem Abitur am Begemann-Wirtschaftsgymnasium in Frankfurt am Main absolvierte Weiß ein Studium der Wirtschaftspädagogik an der Johannes Gutenberg-Universität Mainz, das er 1971 als Diplom-Handelslehrer beendete. Anschließend war er von 1972 bis 1975 Dozent an einer Fachschule für Wirtschaft in Frankfurt am Main. Seit 1991 war er mit der Weiß Consult GmbH als freiberuflicher Unternehmensberater in Rüsselsheim tätig. 
Gerald Weiß war verheiratet und hatte zwei Kinder. Er wurde am Waldfriedhof in Rüsselsheim bestattet.

## Partei
Seit 1968 war Weiß Mitglied der CDU. Von 1990 bis 2000 war er Vorsitzender des CDU-Kreisverbandes Groß-Gerau. Von 1997 bis 2007 war er Vorsitzender des Landesverbandes Hessen der Christlich-Demokratischen Arbeitnehmerschaft (CDA) und seit 2005 stellvertretender Bundesvorsitzender der CDA.

## Abgeordneter
Von 1974 bis 1987 sowie von 1991 bis 1998 war Weiß Mitglied des Hessischen Landtages. Er kandidierte im Wahlkreis Groß-Gerau I, wurde aber über die CDU-Landesliste in das Parlament gewählt.
Von 1998 bis 2009 war er Mitglied des Deutschen Bundestages. Hier war er von April 2000 bis Oktober 2009 Vorsitzender der Arbeitnehmergruppe der CDU/CSU-Bundestagsfraktion und von November 2005 bis Oktober 2009 Vorsitzender des Ausschusses für Arbeit und Soziales.
Gerald Weiß ist stets über die Landesliste Hessen in den Bundestag eingezogen.

## Öffentliche Ämter
Von 1987 bis 1991 gehörte Weiß als Staatssekretär im Hessischen Sozialministerium der von Ministerpräsident Walter Wallmann geführten Landesregierung an. 